# 下莫舍尔
下莫舍尔（德語：Niedermoschel，發音：[ˈniːdɐˌmɔʃl̩]）是德国莱茵兰-普法尔茨州唐纳山县的市镇，与上莫舍尔相邻，面积6.61平方千米，2023年12月31日人口为505人。